# Križaljka (Osijek)
Križaljka je bio hrvatski zagonetački list iz Osijeka, jedan od prvih hrvatskih enigmatskih listova. Prvi broj izašao je 1932. godine. List je izlazio tjedno. Izdavač i glavni urednik bio je Pavao Hatnik.